# Scordia

Descrizione araldica: Campo d'azzurro al leone coronato d'oro, sostenente con le zampe anteriori uno stendardo di rosso svolazzante a sinistra, astato d'oro, caricato di tre stelle d'oro di sei raggi. Ornamenti esteriori da Comune.
Scordìa (Scurdìa in siciliano) è un comune italiano di 15 997 abitanti della città metropolitana di Catania.
È confinante con i comuni di Lentini e Militello in val di Catania, ma sono vicini anche i comuni di Palagonia e Francofonte.
Sorge a circa 150 metri di altitudine sul livello del mare (111 metri all'altezza della stazione ferroviaria).

## Origini del nome
Le origini di questo toponimo non sono certe.
Un'origine greco-bizantina rimanderebbe al termine σκόρδον (skórdon) – variante della forma σκόροδον (skórodon) – che significa molto semplicemente "aglio". A tal riguardo, giova almeno fare riferimento all'uso rituale che l'aglio aveva durante le schiroforie (σκιροφορια) o le tesmoforie. Da qui si potrebbe ipotizzare quindi una voce non attestata e ricostruita in *Σκορδία (Skordía).
Un'altra ipotesi è stata avanzata a partire dalla rilettura de Le etnee di Eschilo, laddove la storia raccontata è ambientata per metà in una città chiamata Ξουθία (Xoûthia) in greco antico e latinizzata in Xuthia. Questo toponimo trova origine nel nome dell'eroe Ξοῦθος (Xoûthos).
Quest'ultima ipotesi è stata suggerita anche con riferimento all'etimologia di Χurtinu, antica grafia siciliana di Sciurtinu (italianizzato oggi in Sortino). La naturale evoluzione fonetica del siciliano vede infatti un passaggio dei suoni latini e greci da ⟨x⟩ /ks/ trasformarsi in ⟨sc⟩ /ʃ/ (cfr. Sciacca, Craxi).
La sua forma siciliana resta ancora oggi Scurdìa, da cui discende conseguentemente la forma italiana di Scordia. I suoi abitanti sono correntemente noti in siciliano come scurdiotu (m.s.), scurdiota (f.s.) e scurdioti (m. e f. pl.), la cui desinenza -ώτης (-ṓtēs) è segnatamente di derivazione greca, riadattata prima in latino volgare e poi in siciliano. Il demonimo italiano è stato adattato invece in scordiensi.

## Storia
Testimonianze archeologiche, presenti nei dintorni del paese (contrade Cava, Grotta del Drago, Puleri, Casale San Basilio, Scordia Soprana, ecc.), dimostrano la frequentazione umana dell'area sin dalle età del bronzo e del ferro da parte dei Sicani e dei Siculi, come anche in epoca greco-siceliota, romana e bizantina. Sede di una signoria del Regno di Sicilia, nella metà del XII secolo, il casale di Scordia vide concedere alcune delle sue terre ai Templari.
Conteso fra il papa e gli eredi di Federico II di Svevia, il feudo fu assegnato nel 1255 a Nicolò di Sanducia, cui succedettero Giacomo e Virgilio di Scordia. Nel 1308 in questo piccolo centro rurale è censita dai collettori pontifici la chiesa di S. Maria. Nel corso del XIV secolo, forse a motivo delle infelici scelte politico-amministrative del feudatario Rosso Rosso, il casale decadde, fino a scomparire del tutto, riducendosi allo stato di feudo "piano" (cioè disabitato). Inutili si rivelarono i tentativi di ripopolamento, promossi dai signori di turno nel 1399, nel 1457 e nel 1508 (forse anche a causa dell'espansione della vicina Militello).
Si deve all'iniziativa di Antonio Branciforte, primo principe di Scordia, la rifondazione del centro in età moderna. Ottenuta nel 1628 la licentia populandi da Filippo III, re di Sicilia, mediante il pagamento di 400 onze, il principe riuscì a promuovere, grazie a una intelligente politica di attrazione, la rinascita del borgo, ponendo le basi della futura crescita demografica e urbanistica. La nobile famiglia dei Branciforte e Trabia governò Scordia sino all'abolizione della feudalità (Costituzione siciliana del 1812). In seguito alla soppressione del Regno di Sicilia ed al suo accorpamento nel Regno delle Due Sicilie, nel 1816, e alla successiva riforma amministrativa del 1819, Scordia, fino ad allora frazione di Militello, ottenne l'autonomia comunale.
Nel corso del XIX secolo, in paese si formò un nuovo ceto di imprenditori, e una classe di professionisti e intellettuali che contribuì notevolmente allo sviluppo economico e culturale del paese. Fra le famiglie emergenti del periodo si annoverano i De Cristofaro e i Vecchio-Majorana. Figura di grande rilievo, fautore di politiche a servizio del territorio, fu Ippolito De Cristofaro, dal 1879 al 1892 deputato del Regno d'Italia, e successivamente presidente del Consiglio Provinciale di Catania (1896-1905). Questi promosse la realizzazione della stazione ferroviaria di Scordia, importante infrastruttura destinata a svolgere, lungo il Novecento, un ruolo chiave nello sviluppo del commercio degli agrumi. Nella seconda metà dell'Ottocento Scordia fu coinvolta nella diffusione dello spiritismo in Sicilia attraverso l'attività della Società spiritica fondata dalla britannica Elena Thovez, sposata ad un De Cristofaro.
Oggi Scordia è uno dei più grossi comuni del comprensorio calatino, e fra i principali centri agrumicoli della Sicilia, sia per la qualità del prodotto, sia per la sua commercializzazione. Oltre trenta aziende, nella stagione invernale, sono impegnate nella lavorazione delle arance. L'economia è inoltre sostanziata da attività di artigianato di vario tipo, comprese industrie manifatturiere.

### Simboli
Lo stemma è stato concesso con regio decreto del 6 luglio 1933.
Il gonfalone è un drappo partito di giallo e di azzurro.

## Monumenti e luoghi d'interesse

### Architetture religiose

#### Chiesa Madre di San Rocco

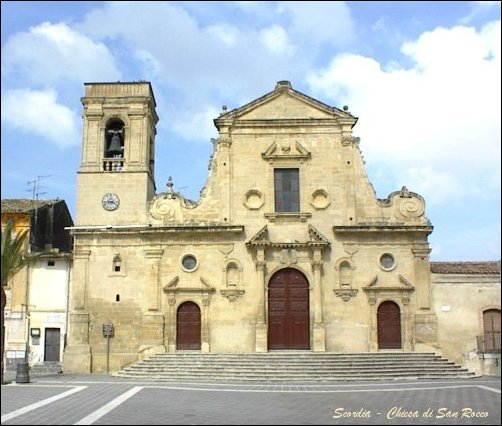
La facciata barocca della Chiesa Madre di San Rocco.

Costruita nel 1628 per volontà del principe Branciforte, rimase vittima del terremoto del 1693. Venne così ricostruita secondo i canoni dello stile barocco nel 1712, ed assume la forma di croce latina che tuttora conserva intorno alla metà del 1800. In essa si conserva il simulacro di San Rocco e diverse opere di buona fattura.

#### Chiesa di San Giuseppe

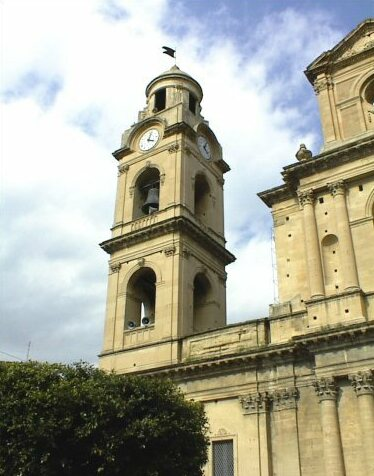
Il campanile della chiesa di S. Giuseppe a Scordia.

Costruita a più riprese nel corso del XIX secolo, la chiesa di San Giuseppe è realizzata secondo canoni tipicamente neoclassici, in pieno centro cittadino. Particolare della facciata, che si sviluppa su tre livelli architettonici sorretti da paraste, è il campanile, che si innalza staccato da essa, in modo da essere visibile già dalla via Statuto. L'interno è ad una sola navata e presenta cinque altari laterali in marmo. In essa sono custodite diverse sculture lignee e pale d'altare come la Madonna degli Ammalati di Giuseppe Barchitta, collocata nel secondo altare di destra. La devozione a san Giuseppe ruota attorno ad un simulacro ligneo sistemato entro un fercolo che, pur costruito nella metà del Novecento, richiama molto i fercoli barocchi con la forma del tempio di Gerusalemme. Tuttavia, nel 2009, il fercolo è stato privato degli angioletti decorativi. Dell'arredo liturgico originario rimane soltanto l'altare maggiore, ripristinato nel 2013, realizzato in occasione di un intervento di riqualificazione dell'area presbiterale, che prevedeva la realizzazione di un nuovo altare conciliare, in pietra di forma cubica con un fregio in terracotta raffigurante l'agnello immolato, e di un nuovo ambone, in marmo, posto in una nicchia al lato del presbiterio. L'organo a canne e la balaustra, invece, sono stati arbitrariamente rimossi nel periodo postconciliare.

#### Chiesa di Santa Maria Maggiore
Sorge sulle fondamenta di quella che era la chiesa di Santa Maria, attestata già nel 1308. Unica chiesa sacramentale di Scordia fino al 1628, fu vittima anch'essa del terribile terremoto del 1693. Restaurata, nel 1770, la chiesa, in cui era ora attestato il titolo di Maggiore, cadde del tutto in rovina e fu ricostruita nel 1780 in stile barocco. In essa si conservano opere di non disprezzabile fattura.

#### Chiesa di Sant'Antonio al Convento
La chiesa di S. Antonio, meglio conosciuta come "del convento" (dô cummientu), fu fortemente voluta dal principe di Scordia, Antonio Branciforte, su sollecitazione del fratello Ottavio (1599 ca.-1646), vescovo di Cefalù e di Catania, il cui mezzo busto è collocato nel timpano del portale della chiesa. La stessa committenza ordinò la costruzione del convento dei Frati Riformati (da qui il titolo "del Convento"), che divennero ora dodici. Otto, infatti, erano già residenti nell'antico ospizio di contrada Calvario nuovo. Entrambe le costruzioni furono realizzate nel 1644, come attesta la data iscritta sulla facciata, costruita in un armonioso stile barocco. È però sconosciuta la data in cui i padri riformati presero possesso del convento. La chiesa è ad una sola navata ricca di stucchi, affreschi, tele e sculture. Tra queste spicca la statua lignea del Cristo alla colonna, che reca, sul basamento del fercolo, la data del 1739, e la pala posta nell'ultimo altare laterale di destra raffigurante l'Immacolata con i santi Lucia e Vito. Nel presbiterio è presente un marmoreo altare maggiore sormontato da un reliquiario in legno, che ha preso il posto dell'organo a canne una volta presente e di cui resta testimonianza soltanto in qualche fotografia. Del pavimento in ceramica di Caltagirone, che una volta ricopriva il pavimento di tutta la chiesa, è rimasta testimonianza nel presbiterio. A sinistra dell'altare maggiore una lapide incisa nel 1862 ricorda, con un'iscrizione dello storico don Mario De Mauro, che in questa chiesa sono sepolti il primo principe di Scordia, Antonio Branciforte, con la moglie, Giuseppina Campulo, ed alcuni dei loro discendenti. Il Convento dei padri riformati, costruito in pietra calcarea, è addossato alla chiesa nel suo lato orientale. Presenta un chiostro quadrangolare con un portico colonnato, nelle cui pareti si trovano degli affreschi di fattura del tempo, che presentano scene bibliche e scene di vita dei frati. In questa chiesa ha sede la confraternita del Santissimo Crocifisso, protagonista della processioni del Cristo alla Colonna e dell'Immacolata.

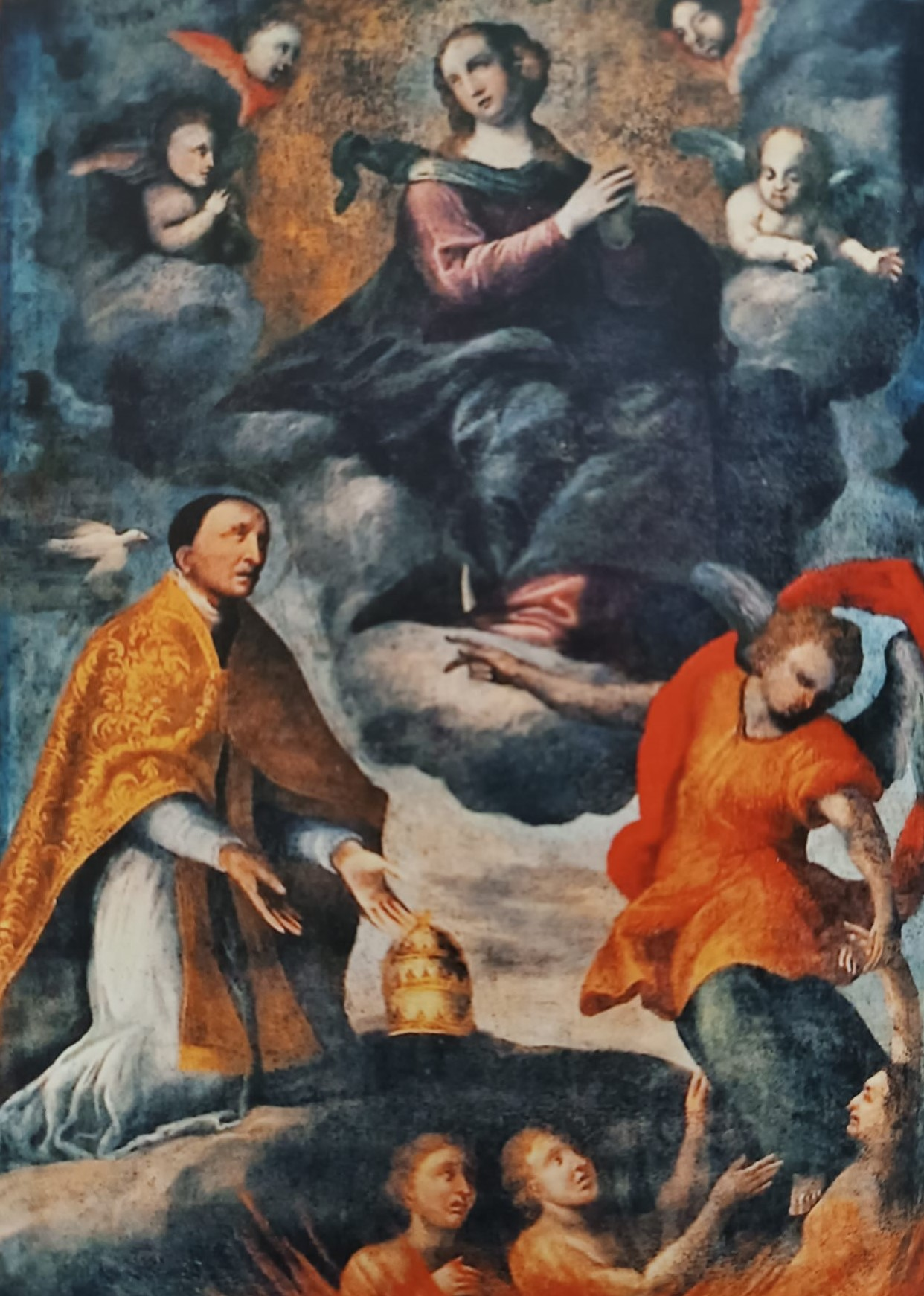
La pala d'altare raffigurante l'Immacolata con San Gregorio Magno che intercede per le anime purganti, opera di Baldassare Grasso della fine del XVII secolo, custodita nella chiesa di San Gregorio Magno a Scordia

#### Chiesa di San Gregorio Magno, detta del Purgatorio

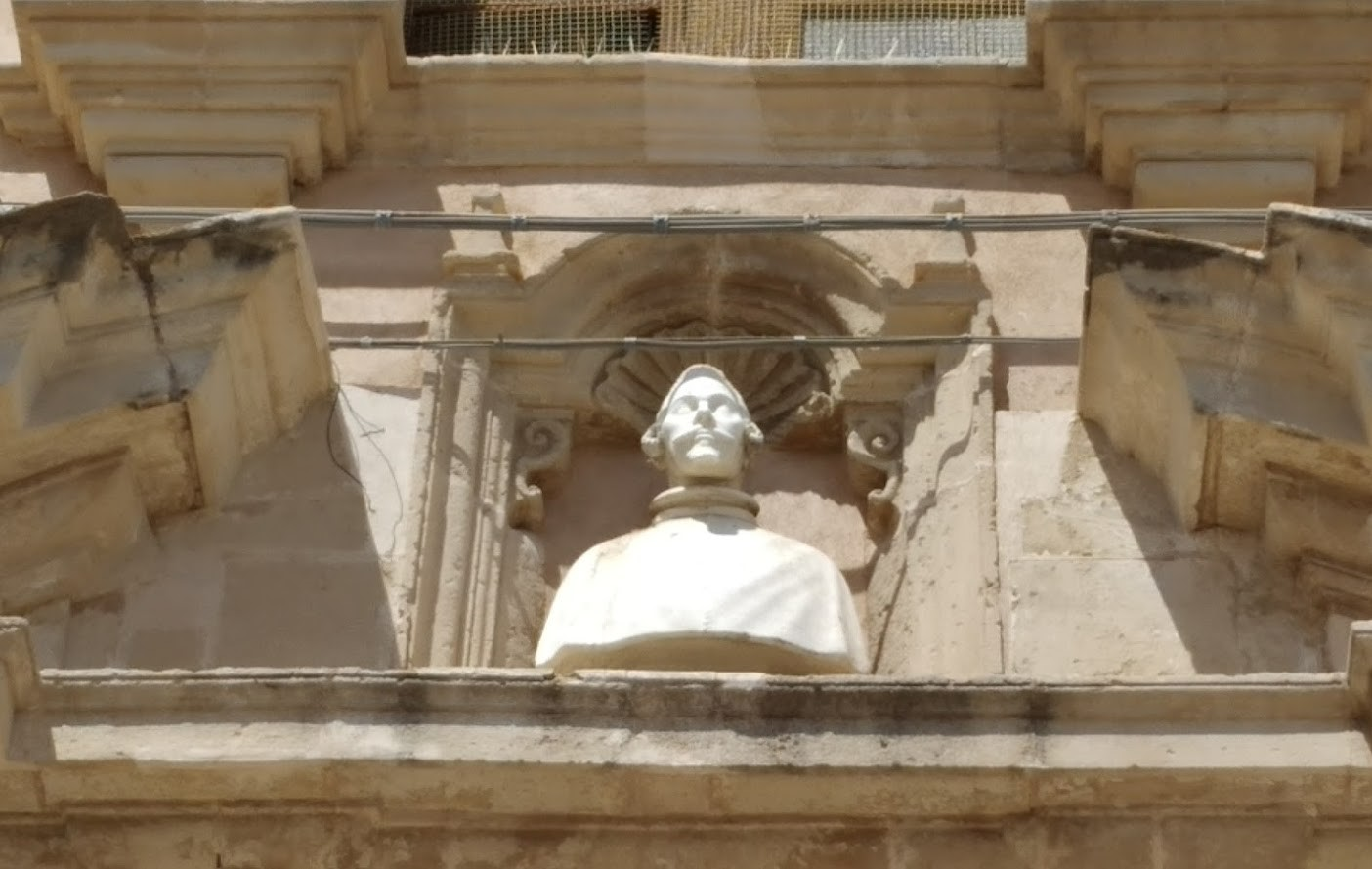
Il busto marmoreo di Ottavio Branciforte collocato sulla sommità del portale della chiesa di S. Antonio al Convento

La chiesa di San Gregorio Magno è conosciuta dagli scordiensi con il titolo "del Purgatorio" (dô Prijatoriu in siciliano), per via di una tela in essa conservata raffigurante le anime purganti. Tale titolo è attestato già nel 1682: il 2 giugno di quell'anno, infatti, la chiesa ricevette la visita di alcuni rappresentanti della Diocesi di Siracusa, che nel Liber Visitationis riportarono "Chiesa di San Gregorio Papa o delle Anime del SS Purgatorio solo eius altare". Possiede un prospetto in stile barocco ed è orientata verso sud. Probabilmente anch'essa fu fatta costruire dal principe Antonio Branciforte, piccola e ad una sola navata. Originariamente, però, doveva essere ruotata di novanta gradi, come attestano alcuni pilastri visibili all'esterno da via Vespri ed un'abside presente in un vano dell'attuale sagrestia. Tra le due colonne tortili dell'altare maggiore, è posta una pala raffigurante san Gregorio Magno, la Madonna con gli angeli e le anime purganti avvolte dalle fiamme attribuita da Claudio F. Parisi (Id., Profilo della chiesa del Purgatorio a Scordia, in Platea Magna, 2, Editoriale Agorà, Catania 2023), al pittore acese Baldassare Grasso. Nella chiesa si conservano le statue settecentesche del Gruppo della Passione: il Cristo morto adagiato in un cataletto e l'Addolorata, San Giovanni e Maria Maddalena. Tutte le statue, di autore ignoto, sono protagoniste della processione del venerdì santo, organizzata dall'antica confraternita di Maria Santissima Immacolata, che ha sede presso questa chiesa. La chiesa del Purgatorio, inoltre, funzionò come pro-matrice negli anni immediatamente successivi al terremoto del 1693, che distrusse la chiesa madre di San Rocco fino al 1704. L'altare e l'ambone, in cemento armato, risalgono al 1970.

#### Chiesa di Santa Liberata
La chiesa di Santa Liberata è stata realizzata nel 1900, secondo alcuni manoscritti del Parroco-Rettore don Gaetano Pernice che si custodiscono presso l'archivio diocesano di Caltagirone. Con il suo prospetto realizzato secondo i canoni del neoclassicismo e su uno stile molto simile alla chiesa di Santa Maria Maggiore, è orientata, come quella del Purgatorio, verso sud. L'interno, di piccole dimensioni ma ben decorato, è a croce greca. Tutta la parte destra della chiesa ospita una grotta in pietra lavica che rievoca l'apparizione di Lourdes, con le statue della Vergine e di Santa Bernadette. Nella chiesa si custodiscono alcune tele, tra le quali Santa Liberata in croce, opera di Giuseppe Barchitta. L'altare e l'ambone, realizzati nel 1982, sono in marmo policromo.

#### Chiesa di San Domenico Savio

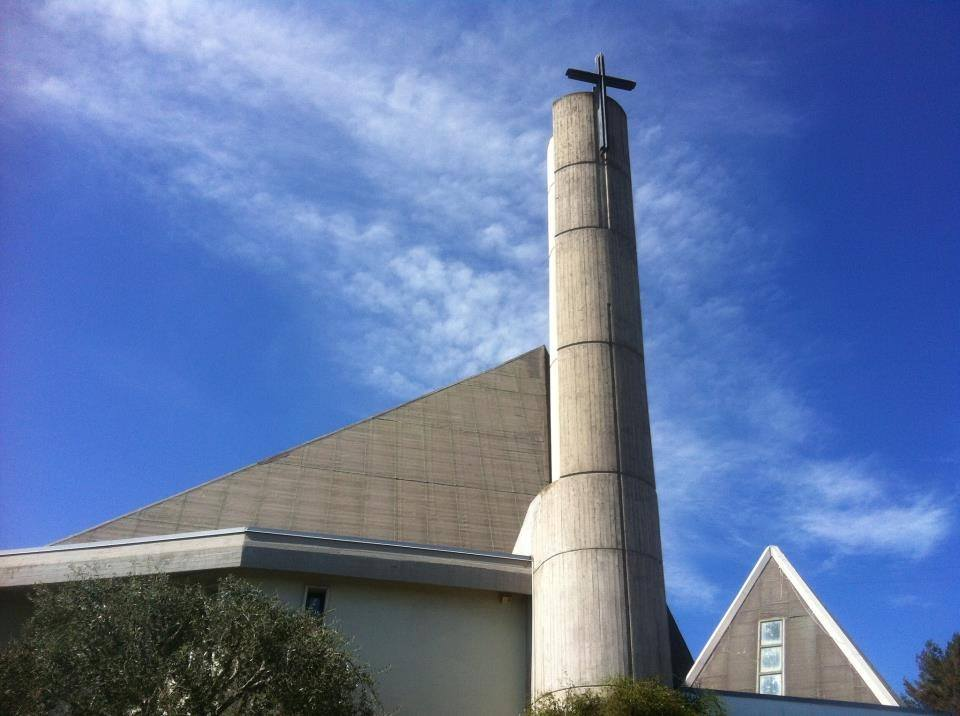
La torre e il tetto della chiesa di S. Domenico Savio.

Dedicata il 23 settembre 1995, la chiesa presenta una struttura molto irregolare, con una grande aula liturgica. L'altare e l'ambone sono realizzati in cotto e pietra di Comiso. All'interno della chiesa, si trovano due quadri della pittrice scordiense Angela Paolillo: una Madonna orante, realizzata nel 2008, e i Santi Giovanni Bosco e Domenico Savio, realizzato nel 2012, e due statue lignee, San Domenico Savio e la Madonna della Stella, realizzate negli anni '60 dall'artista bolzanese Luigi Santilaffer, di Ortisei. L'abside della chiesa è decorata da un fregio pittorico, l'Esaltazione della santità giovanile, realizzato nel 2015 a Londra dall'artista modicano Daniele Iozzia. Del 2016 è invece la Via Crucis in terracotta acroma, realizzata dal laboratorio di arte sacra Russo di Napoli. All'esterno si erge una torre in cemento armato sormontata da una croce. All'interno della chiesa si trova anche la cappella eucaristica, il cui arredo in legno, opera di un artigiano locale, è stato inaugurato nel 2017. Il Crocifisso della cappella è una copia in tela del Crocifisso del santuario di Rivotorto ad Assisi. 

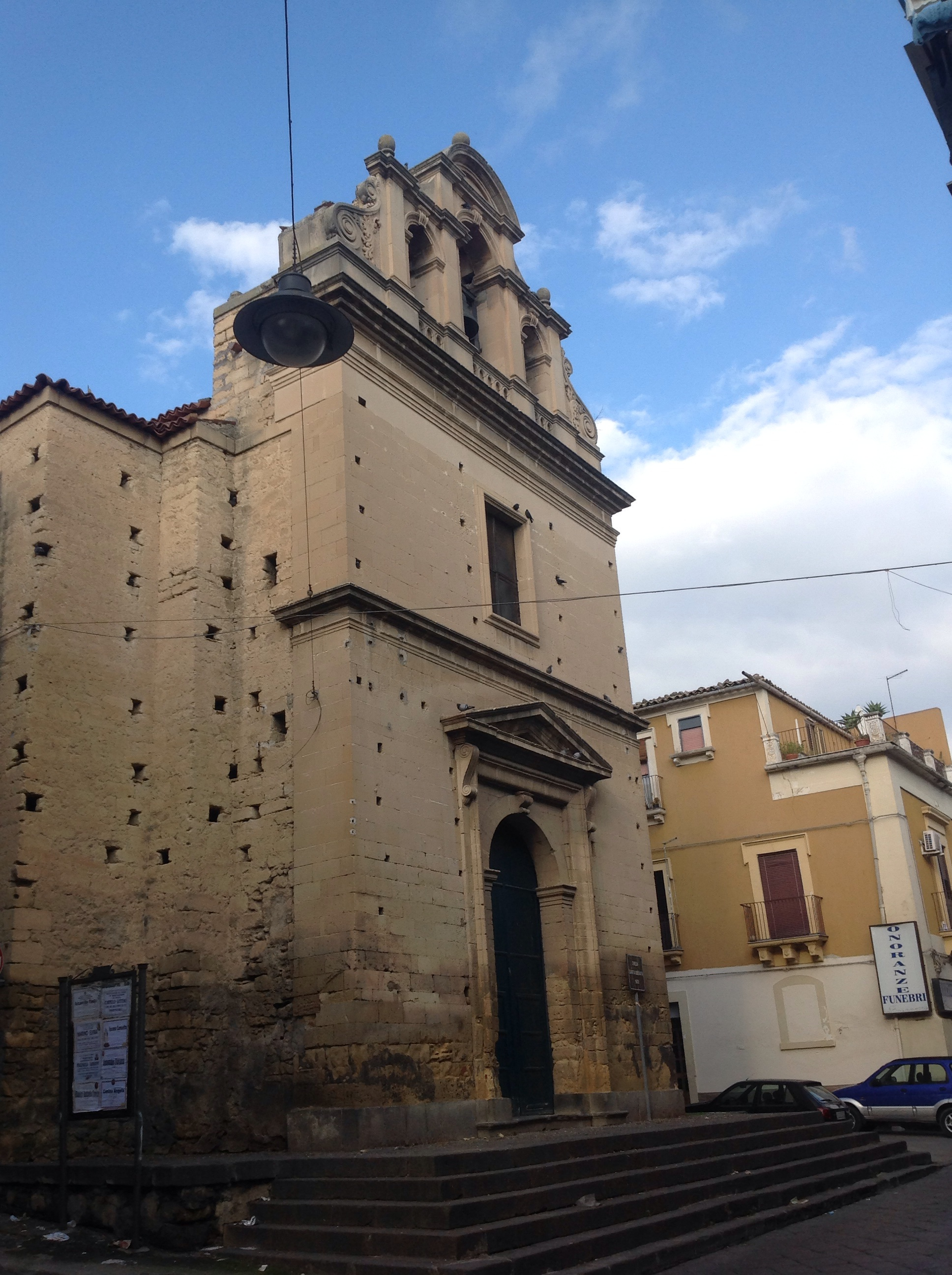
La chiesa di Santa Liberata

#### Chiesa della Madonna della Stella
Per la prima volta citata in una cronaca del 1889, la chiesa della Madonna della Stella si trova nel pieno della contrada Montagna, zona residenziale di Scordia. Originariamente ospitata nell'attuale sagrestia, la chiesa oggi è una piccola ma decorosa struttura, realizzata intorno alla metà del XX secolo, in cui si conserva una statua della Madonna della Stella datata 1911.

#### Chiesa di Gesù Redentore
Quella di Gesù Redentore è la chiesa più recente presente nel territorio di Scordia. Si trova nel nuovo quartiere di Pignatazza. Dedicata nel 2005, la chiesa presenta una torre campanaria, sotto la quale si apre il portale in ferro e vetro. L'aula liturgica presenta una pianta circolare, i cui pavimenti sono realizzati in marmo di due tonalità di avorio e rosso. L'altare, di forma cubica, è realizzato in marmo bianco, e dello stesso materiale è realizzato l'ambone monumentale, che ricorda la forma di pulpito.

### Architetture civili

#### Palazzo Branciforte

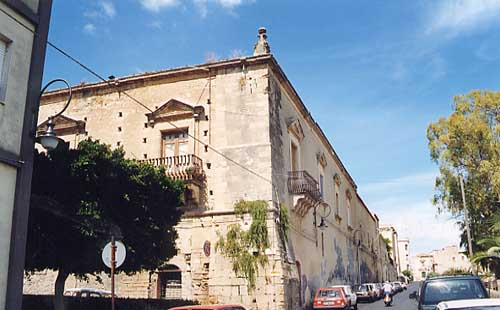
Vista di palazzo Branciforte da via Guglielmino.

Il Palazzo del Principe Branciforte fu costruito nel 1628 e misura, secondo Mario De Mauro, m 51 di lunghezza e m 60 di larghezza. La bellezza di un tempo si può solamente intuire, avendo subito sia all'interno che all'esterno numerosi interventi che ne hanno profondamente modificato la consistenza strutturale. Il suo prospetto principale è quello posto a sud, originariamente delimitato dalla vasta arena del Principe, la cui area attualmente è occupata dal palazzo municipale. All'arena si accedeva attraverso un monumentale portale barocco di tufo locale. In corrispondenza di questo portale, sulla facciata principale (il cui angolo di sud-est, seriamente danneggiato dal terremoto del 1693, fu fatto ricostruire e rinsaldare con robusti contrafforti nel 1712 da Giuseppe I Branciforte, come attesta un'epigrafe latina posta sul timpano del portone centrale: "Ioseph Brancifortius Tertius Scordiae Princeps. A.D. 1712") si apre una grande porta-galleria che immette in un vasto cortile interno, corrispondente ad un arco da cui vi si accede da nord. Ancora oggi sono raggiungibili alcuni dei sottostanti sotterranei adibiti a prigione dei principi di Scordia. Attualmente il palazzo, diventato proprietà di privati, versa in una condizione di degrado per cui è stato dichiarato pericolante e transennato. Il portale si trova invece smontato nei locali del vecchio macello, dove non sono più reperibili due dei suoi elementi più significativi: lo stemma dei Branciforte e del Comune (il leone rampante), risistemato in un vano della biblioteca comunale, e la lapide, di cui molto parla il De Mauro, con l'iscrizione che ricordava la restaurazione del paese ad opera del Branciforte, sistemata presso il museo etno-antropologico "M. De Mauro".

#### Palazzo Modica
Recentemente acquistato dal Comune, che ne ha commissionato il restauro, il palazzo Modica di piazza Umberto I fu fatto costruire agli inizi del XIX secolo dal notaio Rosario Modica, originario di Carlentini, prima del suo matrimonio con Gesualda De Cristofaro. Si tratta di una imponente costruzione che occupa un intero isolato. Nella rosta del portone si leggono le iniziali R. M. del suo proprietario. Originariamente ad un piano, fu sopraelevato sull'ala di nord-est fino a culminare in una caratteristica torretta, quasi a competere in altezza con il campanile della chiesa madre di S. Rocco che si innalza sul lato opposto della piazza. Una foto scattata nel 1892 dallo scrittore verista vizzinese Giovanni Verga, di passaggio allo scalo ferroviario del paese in occasione dell'inaugurazione della tratta Valsavoia-Caltagirone, giustifica tale riflessione. Le scale degli ingressi sulla piazza e a quelli su via G. Marconi (già via Trabia) non erano contemplate nel progetto originario. Esse furono conseguenza del livellamento operato alla fine dell'Ottocento nel quartiere forche per favorire i collegamenti con la costruenda stazione ferroviaria. Alla famiglia Modica si deve la costruzione, tra la fine dell'Ottocento e gli inizi del Novecento, di altri palazzi, oggi appartenenti a privati, in via Cavour, in piazza Carlo Alberto e in via Principe Amedeo. Fu proprio un membro di questa famiglia, Antonino Modica, per la devozione di sua moglie Teresa Laganà, a donare nel 1911 la statua adesso conservata nella chiesa della Madonna della Stella di contrada Montagna.

#### Palazzo Vecchio
Il palazzo ospita le due strutture più significative per la promozione della cultura e per la conservazione della memoria e della storia locale: la biblioteca comunale "Giuseppe Barchitta" ed il museo civico etno-antropologico ed archivio storico “M. De Mauro”. Fu edificato alla fine del XVIII secolo ed è un rappresentativo esempio di edilizia privata aristocratico-borghese. È ancora adorno di pitture murali e tele sovrapporta databili ai primi anni dell'Ottocento

#### Palazzi De Cristofaro
Il principale palazzo De Cristofaro, diventato quasi interamente proprietà del Comune di Scordia, fu cominciato nel 1842, sotto la direzione di artigiani provenienti da Palermo. Occupa un intero isolato con due portoni d'ingresso, nella cui rosta è posto lo stemma gentilizio della famiglia borghese dei De Cristofaro. Rimasto disabitato per parecchi anni, venne denominato "La casa degli uccelli" per la sovrabbondante nidificazione di rondini e passeri. Più volte è stato restaurato e conserva ancora l'originario aspetto monastico per gli ordini di archi che si partono dall'ampio cortile interno quadrato, sul quale si aprono simmetricamente due scale che conducono al piano superiore. Di proprietà privata sono ancora gli antichi palazzi De Cristofaro di via Principe Amedeo, di via Cavour e di via Bellini. Quest'ultimo, in particolare, fu costruito nel 1802, ma verso il 1970 è stato abbattuto e ricostruito nell'ala che dà su piazza Umberto I.

#### Case Cancellieri
Oggi adibite a ristorante, le case cancellieri erano le dimore dei funzionari del feudo di Scordia Suttana, quando, prima di diventare principato sotto il controllo dei Branciforti, il territorio era ancora un casale. Doveva essere particolarmente ricca e lussuosa, poiché il De Mauro parla di soffitti di legname e intagli nelle porte. Il corridoio di ingresso presenta una serie di archi concentrici e dalla corte centrale è possibile ammirare il panorama della Cava. Il nome deriva da Pietro Cancellieri, governatore dello stato di Scordia nel Settecento. Nella rosta dell'ingresso principale appare la scritta "1B90". Ciò fa pensare che essa fu costruita all'epoca dei Bardaxi, che nel 1508 avevano tentato la seconda ripopolazione di Scordia, che seguiva alla prima operata nel Quattrocento da Beatrice Rosso.

#### Palazzi minori
Altri palazzi degni di nota sono: Palazzo Colomba, Palazzo Puglisi-De Mauro, Palazzo De Cristofaro, Palazzo Alonzo, Palazzo Linguanti, Palazzo Macaronio, palazzo Paolì, palazzo Attard e palazzo Gangi, che si trovano in varie strade del centro storico scordiense.

#### Il Monumento a San Rocco
Al centro della piazza antistante la chiesa omonima, su di un alto piedistallo, si erge la statua in pietra calcarea di San Rocco col suo cane, opera dello scultore palermitano Nicolò Bagnasco. Il monumento fu eretto nel 1813, quando la peste affliggeva l'isola di Malta. Originariamente ai quattro lati del monumento si leggevano quattro distici latini, opera del sacerdote Francesco Saverio Puglisi. Le gradinate in pietra lavica sono conseguenza del livellamento definitivo della piazza, avvenuto nel 1890, con conseguente abbassamento medio del piano di calpestio.

#### La Colonna

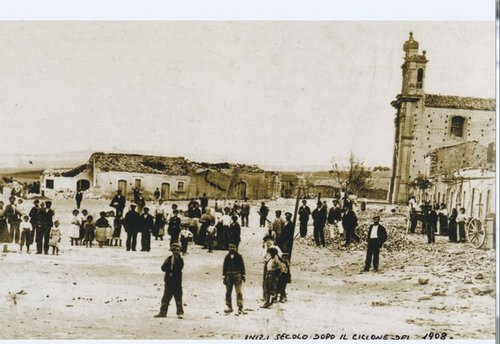
Piazza Regina Margherita, reduce dal terribile ciclone del 3 settembre 1908.

Nel lato nord di piazza Regina Margherita nel 1818 fu innalzata una statua in pietra calcarea della Madonna col Bambino collocata su di un'alta colonna. La statua è rivolta ad est, come la vicina chiesa di Santa Maria Maggiore, e domina tutto il corso Vittorio Emanuele, che un tempo prendeva il nome di strada della Colonna. Crollata nel 1835 a causa di un violento temporale, fu ricostruita in 15 giorni. Nel 1909, un ciclone la abbatté nuovamente, per cui due anni dopo fu rifatta in cemento armato su progetto dell'ingegnere Tommaso Malerba. Fino al 1899 ai quattro lati del monumento erano leggibili quattro distici latini del 1852, composti anch'essi dal sacerdote Francesco Saverio Puglisi.

#### Monumento ai caduti
All'interno della Villa Comunale, in piazza Regina Margherita, il 4 novembre 1932 venne inaugurato il Monumento ai caduti, il cui elemento più significativo è rappresentato da una statua alata femminile, simboleggiante la Vittoria con la palma del martirio, in bronzo a grandezza naturale, opera dello scultore catanese Pietro Pappalardo.

## Cultura

### Musei

#### Museo civico etno-antropologico ed archivio storico "Mario De Mauro"
Il Museo Civico Etno-Antropologico ed Archivio Storico “Mario de Mauro” fu fondato all fine degli anni 80 presso la scuola media "Leonardo Da Vinci", come un progetto esclusivamente scolastico. Cresciuto poi di volume ed affermata l'importanza per la divulgazione della storia e della memoria locale, il museo fu assunto dal Comune e fu trasferito al piano terra del Palazzo Vecchio, dove tuttora è visitabile. Adesso il museo ha definitivamente trasferito a Palazzo Modica, presso piazza Umberto I, parte della sua collezione. Il museo si articola in diverse sezioni, che mostrano gli stili di vita degli scordiensi del passato, ricreando una sorta di viaggio nel tempo tra gli antichi mestieri, le antiche tecniche e tecnologia e i remoti stili di vita. Il museo è editore di alcune collane di pubblicazioni riguardante la storia e la cultura locale.

### Biblioteche
La biblioteca comunale "Giuseppe Barchitta" di Scordia fu istituita nel 1968 e inaugurata nel 1982, ha un patrimonio librario di circa 18.000 volumi. Ad una parete della sala di lettura si trova affissa la lapide con lo stemma dei Branciforti proveniente dal monumentale Portale settecentesco, che commemora la rifondazione brancifortiana dell'oppidum scordiense.

### Natura e Archeologia

#### Parco Torrente Cava - Grotta del Drago
Torrente Cava - Grotta del Drago è una vasta area immersa nella natura che ruota attorno alla grotta del Drago e al torrente Cava, che si estende da contrada Pollicino a contrada Montagna attraversando interamente il centro urbano, in cui è possibile trascorrere giornate immersi nella natura. Da tempo abbandonato ed incolto, esso è stato adesso rivalutato. È possibile, infatti, fare passeggiate tra i suoi sentieri e visitare le numerose scoperte archeologiche. È palcoscenico di numerosi eventi culturali, organizzati dal comitato che se ne prende cura.

#### Xirumi-Serravalle e Colle San Basilio
Nei siti di Xirumi-Serravalle e il Casale di Scordia Superior, nel colle San Basilio (territorio comunale di Lentini), sono presenti numerose grotte scavate nella roccia, testimonianza di insediamenti protostorici. In particolare, nel colle San Basilio, è presente una architettura che verosimilmente appare una cisterna di età romana. Alcuni reperti di questo sito sono esposti presso il museo archeologico regionale "Paolo Orsi" di Siracusa.

### Astronomia

#### Osservatorio astronomico
A Scordia sorge un osservatorio astronomico, il sesto in Sicilia, censito tra gli osservatori amatoriali. Esso si trova in contrada Salto di Primavera, a pochi chilometri dal paese. Qui si svolgono attività didattico-divulgativa e di fotografica astronomica. È stato inoltre scenario di incontri e conferenze culturali. È visitabile gratuitamente nei giorni d'apertura.

### Musica
A Scordia sono presenti due bande musicali: la Banda Musicale "Città di Scordia" e la Banda Musicale "Stesicorea Scordia", che animano le feste religiose e le manifestazioni folkloristiche della città. Nel giugno 2011, inoltre, è nata la "Stesicorea Junior Band". È inoltre presente un coro polifonico, che svolge numerosi concerti e rassegne, ricevendo numerosi consensi anche a livello regionale e nazionale: l'associazione culturale e musicale coro polifonico "San Domenico Savio", organizzatore di tre appuntamenti fissi a luglio, ad agosto e a dicembre: la rassegna polifonica internazionale "Laetantes in Choro", nel sagrato della chiesa di San Domenico Savio, la stagione concertistica internazionale "Musica al Chiostro", nel chiostro dei Padri Riformati della chiesa del Convento, e il concerto di Natale per soli, coro e orchestra sinfonica "Et incarnatus est" nella chiesa di San Domenico Savio.

### APS Associazione Culturale Musicale "STESICOREA" Scordia[20]
L'APS Associazione Culturale Musicale Stesicorea Scordia nasce il 03 Febbraio 2005 da precedenti associazioni musicali presenti sul territorio. I 40 strumentisti della banda musicale, per la maggior parte di giovane età, diretti oggi dal Salvatore Isaia, sono provenienti da esperienze musicali varie: la maggior parte ha fatto parte di altre compagini bandistiche presenti nel territori, molti sono i giovani che studiano presso i Conservatori di Catania, Messina e Palermo, altri sono già diplomati al conservatorio e hanno sulle spalle attività concertistiche varie (Banda della Provincia di Catania, Orchestra del Conservatorio "Vincenzo Bellini" di Catania, Orchestra Regionale "Anbima Sicilia"). Tra le attività dell’associazione si annoverano: la diffusione della musica attraverso lo studio e l’esecuzione in concerto in concerto di pezzi sempre nuovi al fine di arricchire il repertorio della banda, il recupero e la conseguente valorizzazioni di musiche e musicisti locali, l’incisione di marce e brani originali per banda, l’organizzazione di corsi musicali per i ragazzi e corsi di propedeutica musicale per i più piccoli.
Attività rilevanti:
- L'allestimento di un'importante scuola di musica con insegnanti diplomati;
- L'incisione di tre CD con le marce del musicista locale Vito Salvatore Monitto;
- La partecipazione nel 2007 con musiche e scene al film "I Vicerè" di Roberto Faenza con le colonne sonore del M° Paolo Buonvino, girato a Catania e andato in onda negli schermi cinematografici, prima, e sui canali RAI in forma fiction, dopo;
- La partecipazione nel 2008 allo spettacolo musicale "Attraverso le immagini" a cura di Tony Brundo e all'allestimento della "Cavalleria Rusticana" curato da Sebastiano Ministeri, ripetuta nel 2018;
- La collaborazione nel 2009 con il M° Paolo Buonvino, allora direttore artistico del Teatro Massimo "Vincenzo Bellini" di Catania e con l'ensemble "Calamus" dell'Istituto superiore di Studi Musicali "Vincenzo Bellini" di Catania per la realizzazione della colonna sonora della fiction "Il commissario Manara" andata in onda sulla RAI;
- La partecipazione nel 2010 e nel 2011 al concorso bandistico internazionale "La bacchetta d'oro" di Fiuggi;
- La pubblicazione nel 2011 del CD "Ritrovarsi" di brani originali per banda e trascrizioni di musiche classiche, realizzato dalla casa editrice "Marani Edizioni Musicali" in collaborazione con il M° Marco Monitto;
- La pubblicazione nel 2012 del cofanetto "Le Musiche della Passione", contenente un CD di marce funebri e un DVD della Settimana Santa a Scordia, realizzato in collaborazione con Paolo Barone;
- La partecipazione il 03 Agosto 2019 alla serata "Una spremuta di Musica" che vede l’esecuzione della colonna sonora "I Pizzini" del M° Paolo Buonvino con la collaborazione del M° Franco Barresi;
- La pubblicazione nel 2023 del CD "Capolavori musicali" di marce brillanti per banda e trascrizioni di brani classici, realizzato dalla casa editrice "Maranu Edizioni Musicali";
- La partecipazione nel 2023 con musiche e scene al film "Il Gattopardo" di Tom Shankland con le colonne sonore del M° Paolo Buonvino, girato a Siracusa.

L'APS Associazione Culturale Musicale Stesicorea Scordia è associata all'Anbima (Associazione Nazionale delle Bande Italiane Musicali Autonome).
https://www.bandastesicoreascordia.com/
https://www.youtube.com/playlist?list=PLKtHw5NUSFyAQUcXpyZ5QbqE_KlpMzgBq

## Infrastrutture e trasporti
È collegata alle principali città siciliane attraverso linee di autobus (Interbus per Catania e Militello; Molinaro per alcuni comuni del calatino) e di treno (la stazione di Scordia si trova lungo la ferrovia Catania-Caltagirone-Gela). L'Aeroporto di Catania-Fontanarossa dista 28 km.

### Sport
Arti marziali
Istituita da Antonino Bentivegna si pratica Kung Fu e difesa personale.

#### Calcio
Attualmente la squadra cittadina è la "Gymnica Scordia", che disputa il campionato di Promozione. I colori sociali sono il rosso e l'azzurro.

#### Pallavolo
La principale squadra di pallavolo femminile è la "Hobbit Scordia" che nelle passate stagioni ha disputato campionati ad alti livelli. Disputa i propri incontri presso la tensostruttura di via Aldo Moro.

#### Basket
La principale squadra di basket è la "A.S.D. Sport Club Scordia" che, negli anni, ha ottenuto ottimi risultati sia a livello provinciale che regionale (soprattutto in ambito giovanile).

#### Tennis
Una selezione della "A.S.D. Sport Club Scordia" disputa da alcuni anni un campionato provinciale con buoni risultati.

#### Wrestling
Consegue titoli a livello nazionale anche una squadra di wrestling, la A.S.D Wrestling Scordia.

### Scuole
A Scordia sono presenti scuole di tutti gli ordini e gradi: due istituti comprensivi, il "Salvo Basso" (ex "Collodi") e il "Giovanni Verga", che offrono l'istruzione dalla scuola dell'infanzia, scuola primaria alla scuola secondaria di primo grado; e un liceo, l'"Ettore Majorana", che offre i corsi di liceo scientifico, linguistico e delle scienze umane. Dal 2016 è unito all'istituto "Vittorio Emanuele Orlando" di Militello ed è quindi in grado di offrire, nelle sedi di Militello e Vizzini, i corsi di ragioneria e liceo artistico. Sono inoltre presenti numerosi asili nido e scuole dell'infanzia paritarie.

## Feste e tradizioni

### Febbraio: Carnevale
La settimana precedente il mercoledì delle ceneri si svolge la festa del carnevale. In questa occasione ci si ritrova in piazza, dove hanno luogo esibizioni di gruppi musicali e DJ set. Nel passato, quello scordiense era considerato il più bel carnevale del Calatino e si distingueva per la sfilata dei carri allegorici e dei gruppi mascherati, ormai del tutto scomparsi. È invece tradizione ancora consolidata quella della domenica pomeriggio, in cui i bambini vestiti in maschera vengono chiamati sul palco per ricevere un omaggio.

### 19 marzo: San Giuseppe
Una festa ancora molto sentita dai cittadini di Scordia è quella in onore di san Giuseppe, che si celebra il 19 marzo. La mattina si svolge la processione dei "tre poverelli", a cui la gente pone delle offerte. Questi tre poverelli, vestiti come i personaggi della Sacra Famiglia, sfilano per le vie del centro storico insieme ai cavalli agghindati secondo la tradizione siciliana. Ritornati in chiesa, sul sagrato, ai tre santi è offerto un tradizionale pranzo. Nel primo pomeriggio si svolge l'asta, durante la quale vengono venduti gli oggetti appositamente offerti dai fedeli. Sono tipici per questa occasione i viscotti câ liffia e le cuḍḍuri di San Giuseppe. La sera, infine, il fercolo con il ligneo simulacro del Santo viene portato in processione per le vie del paese.

### Triduo pasquale
La Settimana Santa, oltre che con i consueti riti liturgici, viene celebrato con le processioni della Passione. Il mercoledì santo viene portato in processione il ligneo simulacro del Cristo alla Colonna, custodito nella chiesa del Convento. Il venerdì, dopo la Cerca di Gesù, una processione dei simulacri raffiguranti i tre santi della Passione - Maria Addolorata, Maria Maddalena e San Giovanni - viene esposto sulla croce issata davanti alla chiesa del Purgatorio il Cristo, che, dopo la meditazione delle Sette parole, viene sistemato entro un artistico cataletto ligneo. Ha così inizio la processione del Cristo morto. Entrambe le processioni fanno sosta presso la Chiesa Madre, in cui viene proclamata una predica, un tempo nota come meditazione dei setti parti 'i prièdica. La domenica di Pasqua, dopo la Messa del precetto nella chiesa madre, le quattro confraternite cittadine sfilano in un corteo. La sera dello stesso giorno, sul sagrato della chiesa madre, viene esposto il simulacro del patrono San Rocco. 

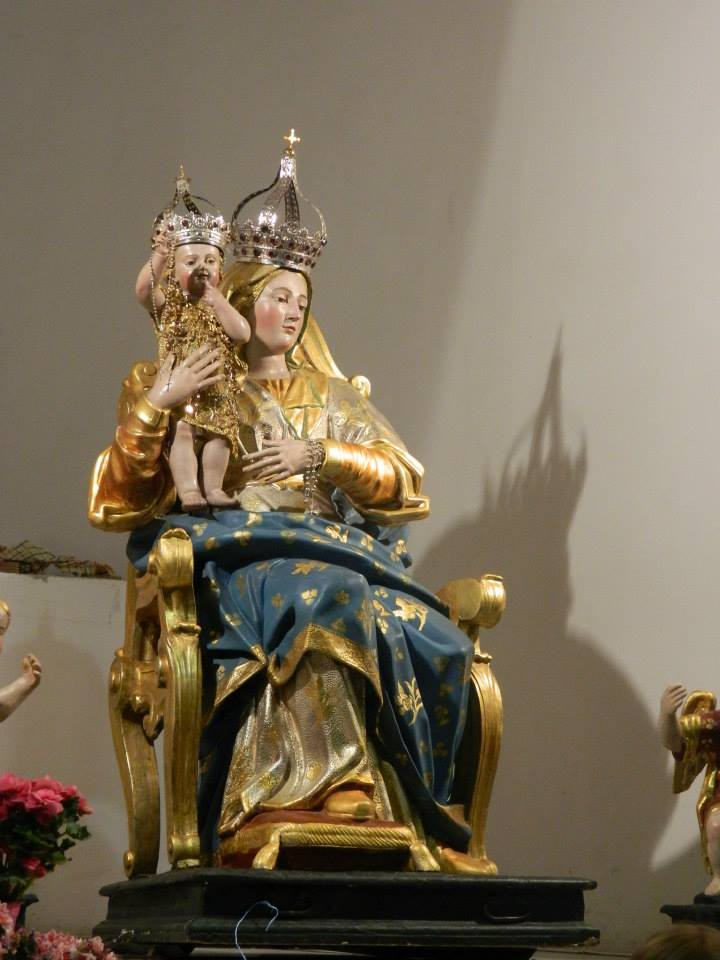
Il ligneo simulacro di Maria SS. Madre di Dio, custodita nella chiesa di S. Maria Maggiore a Scordia.

### 31 maggio: Santa Maria Maggiore
Il mese di maggio è dedicato a Maria Santissima Madre di Dio, venerata presso la chiesa di S. Maria Maggiore. La festa si tiene il 31 maggio, memoria della Visitazione di Maria a S. Elisabetta, sebbene in passato venisse celebrata il lunedì successivo alla Pentecoste. La festa è introdotta da un Triduo, aperto dalla traslazione del simulacro dalla chiesa di S. Maria Maggiore alla nuova chiesa di Gesù Redentore. Durante questa processione il simulacro fa sosta presso alcuni altari votivi. Il 31 maggio, invece, dopo una Celebrazione a Gesù Redentore, il simulacro viene riportato in processione nella sua chiesa.

### 2ª domenica di luglio: San Domenico Savio
La festa di San Domenico Savio fu celebrata già dalla fondazione della Parrocchia a lui dedicata negli anni Sessanta. La tradizione, tuttavia, sfumò col passare del tempo per riattestarsi nuovamente a partire dal 2012. La festa si svolge nel secondo fine settimana di luglio. Dopo un Triduo di preparazione, durante il quale non mancano eventi ricreativi e culturali, la domenica il simulacro di San Domenico Savio viene portato in processione per le vie del quartiere di Scordia alta. Tra gli eventi di contorno, si fa notare il Festival di Cori Polifonici "Laetantes in Choro", che vede la partecipazione delle migliori formazioni corali siciliane, nazionali ed internazionali, spesso corredata dalla presenza di ospiti d'onore e consegna di premi.

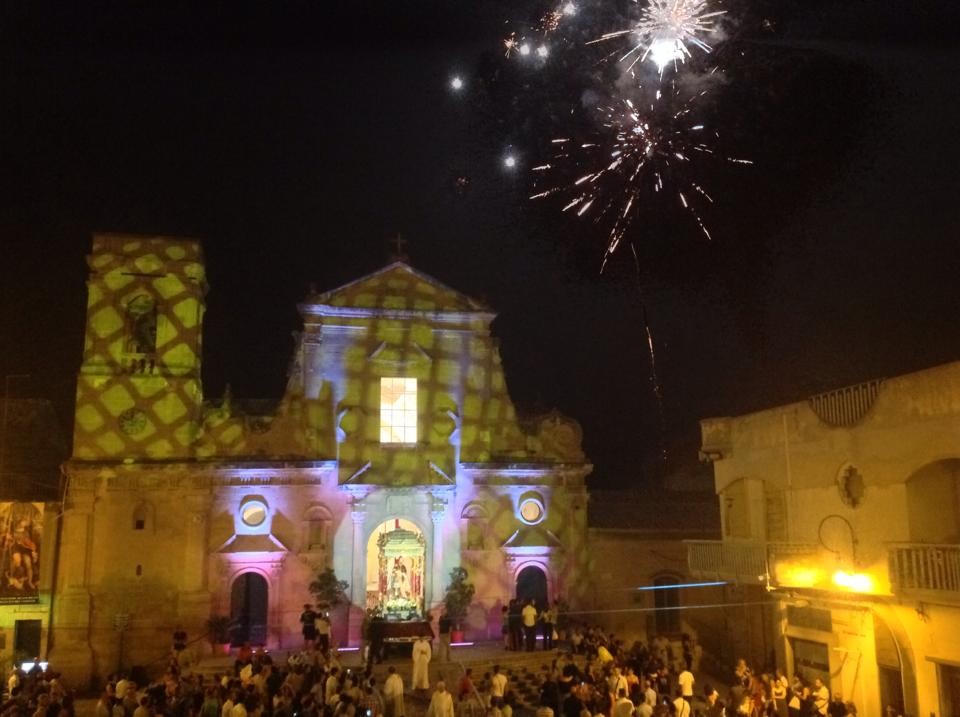
I fuochi d'artifico salutano il rientro del simulacro di San Rocco.

### 16 agosto: San Rocco, patrono di Scordia
La festa patronale di Scordia si svolge in piena estate, nella prima metà di agosto, ma il giorno festivo è il 16 agosto. Ha subito molte modifiche nel corso dei decenni. Nella forma attuale, dopo un novenario, nella cui domenica si svolge la processione con la reliquia di San Rocco, un ex ossibus conservato nella chiesa madre di Scordia, il 15 agosto, solennità dell'Assunta, viene celebrata la Messa cittadina in piazza San Rocco, al termine della quale il ligneo simulacro del Patrono viene esposto sul sagrato. Il 16 agosto, invece, dopo la Messa in piazza, il simulacro di San Rocco sistemato entro un artistico fercolo, attraversa alcune vie della città. La processione si ripete la settimana successiva, in occasione dell'Ottava della festa, il 23 agosto.

### 8 settembre: Madonna della Stella
Quella della Madonna della Stella è una festa attestata, seppur con significati diversi, già della fine del XIX secolo. Un Triduo prepara la celebrazione solenne dell'8 settembre, che culmina con la processione del simulacro della Madonna per le vie della contrada Montagna, dove si trova la chiesa a lei dedicata. La domenica precedente l'8 settembre, si svolge una particolare questua folkloristica che attraversa le principali vie dell'intero centro abitato di Scordia, accompagnata dalla banda musicale e da cavalli o altri elementi tipici della tradizione siciliana.

### 8 dicembre: Immacolata Concezione
L'8 dicembre, solennità dell'Immacolata Concezione di Maria, è festeggiata a Scordia presso la chiesa del Convento, dove si trova un gruppo scultoreo raffigurante Sant'Anna con la Madonna bambina. La statua della Madonna bambina viene montata su un fercolo appositamente realizzato, e attraversa in processione le vie principali del centro cittadino. È consuetudine di questa festa la benedizione delle automobili.

### Natale
Inizia il 16 dicembre, primo giorno della Novena. Per questa occasione gli scordiensi realizzano dei piccoli altarini a forma di arco ricoperti con asparagi selvatiche,votivi raffiguranti la natività situati fuori dalla porta di casa, davanti ai quali la banda musicale suona le note delle marce natalizie, scritte da un anonimo scordiense. La sera del 24 dicembre la banda musicale si riunisce alla Colonna, monumento simbolo di Scordia, per dare inizio alla "Calata a Chiazza", una sfilata lungo Via Vittorio Emanuele suonando la marcia natalizia fino a Piazza Umberto I.In maniera tradizionale i cittadini si posizionano di fronte alla banda musicale al fine di moderare il proprio passo,contribuendo così a prolungare l'esecuzione della marcia natalizia.Tale sfilata, da qualche anno, viene ripetuto in ogni pomeriggio della Novena. Inoltre, per tutto il periodo natalizio, si svolgono diversi concerti di musica classica, mostre e mercatini, che animano l'atmosfera natalizia di Scordia.

## Società

### Evoluzione demografica
Abitanti censiti

## Amministrazione
Di seguito è presentata una tabella relativa alle ultime amministrazioni che si sono succedute in questo comune.
| Periodo           | Periodo          | Primo cittadino         | Partito                            | Carica              | Note   |
| ----------------- | ---------------- | ----------------------- | ---------------------------------- | ------------------- | ------ |
| 12 settembre 1988 | 22 maggio 1990   | Carmelo Bellò           | Democrazia Cristiana               | Sindaco             | [ 22 ] |
| 22 maggio 1990    | 11 maggio 1991   | Nicolò Malvuccio        | Partito Comunista Italiano         | Sindaco             | [ 22 ] |
| 30 settembre 1991 | 12 febbraio 1993 | Gesualdo Tramontana     | Partito Socialista Italiano        | Sindaco             | [ 22 ] |
| 22 giugno 1993    | 1º dicembre 1997 | Salvatore Milluzzo      | Partito Democratico della Sinistra | Sindaco             | [ 22 ] |
| 1º dicembre 1997  | 26 aprile 2002   | Salvatore Milluzzo      | Partito Democratico della Sinistra | Sindaco             | [ 22 ] |
| 11 giugno 2002    | 18 novembre 2003 | Salvina Gambera         | centro-sinistra                    | Sindaca             | [ 22 ] |
| 18 dicembre 2003  | 28 giugno 2004   | Riccardo Visigoti       |                                    | Comm. straordinario | [ 22 ] |
| 28 giugno 2004    | 28 novembre 2007 | Rocco Salvatore Agnello | centro-sinistra                    | Sindaco             | [ 22 ] |
| 7 gennaio 2008    | 30 giugno 2008   | Eliseo Fonte            |                                    | Comm. straordinario | [ 22 ] |
| 1º luglio 2008    | 26 giugno 2013   | Angelo Agnello          | lista civica                       | Sindaco             | [ 22 ] |
| 26 giugno 2013    | 12 luglio 2016   | Franco Tambone          | Partito Democratico, lista civica  | Sindaco             | [ 22 ] |
| 7 settembre 2016  | 25 giugno 2017   | Filippo Vitale          |                                    | Comm. straordinario | [ 22 ] |
| 26 giugno 2017    | in carica        | Francesco Barchitta     | lista civica                       | Sindaco             | [ 22 ] |